# Мешери, Том
Томислав Николаевич Мещеряков, более известный как Томас Николас «Том» Мешери (англ. Thomas Nicholas "Tom" Meschery; род. 26 октября 1938, Харбин) — американский баскетболист, выступавший на позиции мощного форварда за команды «Филадельфия / Сан-Франциско Уорриорз» и «Сиэтл Суперсоникс» в 1960-х годах.
В 1963 году играл в Матче всех звёзд НБА, став первым игроком НБА иностранного происхождения, который вошёл в список игроков, выбранных для участия в Матче всех звёзд НБА. «Уорриорз» не только вывели из обращения его номер 14, но и оказали ему уникальную честь, включив этот номер в логотип команды с 1967 по 1974 год.

## Детство
Томислав родился в Маньчжурии в семье русских белоэмигрантов. Отец был потомственным офицером (воевал в армии Колчака), а мать (Мария) — дворянкой, родственницей ряда политических деятелей и Толстых. Дед по материнской линии — Владимир Николаевич Львов, российский политический деятель, член Государственной думы III и IV созывов, обер-прокурор Святейшего Синода (1917; в составе Временного правительства). Мать Томислава работала в американском посольстве и способствовала получению рабочей визы мужем. Вслед за Николаем в США должна была отправиться остальные члены семьи, но японцы оккупировали Маньчжурию, и Томислав с матерью попал в концентрационный лагерь под Токио. После войны они воссоединились с отцом в Сан-Франциско. Маккартизм вынудил Мещеряковых (Meshcheryakov) сменить фамилию на Meschery, имя Томислава было сокращено до привычного американскому уху, а отчество переделано во второе имя.

## Карьера
В восьмом классе школы Лоуэлл Том Мешери начал заниматься баскетболом, чему способствовали его высокий рост и хорошая координация. В 1957 году он окончил школу и из множества предложений университетов выбрал колледж Сент-Мери в Мораге. В 1973 году Мешери был введён в Зал славы колледжа. В 1961 году Мешери получил диплом бакалавра искусств и был выбран под высоким 7-м номером драфта НБА «Филадельфией». В своём дебютном сезоне Мешери стал самым грубым игроком НБА, совершив больше всех фолов. 2 марта 1962 Мешери стал участником легендарного матча, в котором его партнёр Уилт Чемберлен набрал 100 очков. Летом 1962 года «Уорриорз» переехали в родной для Тома Сан-Франциско. В 1963 году Мешери был выбран для участия в матче всех звёзд. В 1967 году Воины вышли в финал плей-офф, где уступили «Филадельфии 76», ведомой Чемберленом. Тем же летом в НБА влились две новые команды, и по специальному драфту Мешери отправился в одну из них, «Сиэтл Суперсоникс». Став в первом сезоне лидером клуба по подборам и фолам, Том в итоге провёл за «Суперсоникс» четыре сезона.
42 очка, набранные Мешери в первом сезоне в НБА, остались его личным рекордом, несколько раз он делал почти два десятка подборов за игру. Мощный форвард, Мешери мог постоять за себя в драках, нередко возникавших в то время на площадке. Темперамент не раз доводил Тома до технического фола за ругань на судей, из 778 матчей карьеры, из-за удалений он не смог завершить 89. После завершения карьеры номер 14 был закреплён в клубе «Уорриорз» за Мешери.
Мешери был кандидатом на попадание в сборную США на Олимпиаду 1960 года в Риме, причём тренер сборной США Пит Ньюэлл хорошо знал Мешери, так как команда Ньюэлла обыграла в студенческом чемпионате США команду колледжа Сент-Мери. Однако Мешери оказался вне заявки

## Последующая жизнь
Завершив карьеру в 1971 году, Мешери сразу возглавил клуб АБА «Каролина Кугэрз», но был уволен после завершения сезона с результатом 35—49. По признанию Мешери, он не предназначен для работы главным тренером. Он вернулся к учёбе, и в 1974 году получил диплом магистра изящных искусств в Университете Айовы, затем изучал поэзию в Вашингтонском университете вместе с Марком Стрэндом. После окончания курса Мешери преподавал британскую литературу высшего уровня в Рино, порой вводя в программу и русские произведения. Увлёкшись поэзией, Том в 2002 году был введён в Зал славы невадских писателей. В 2003 году Мешери также был включён в Зал славы залива Сан-Франциско. В 2005 году Том вышел на пенсию. Проживает в Сакраменто со своей женой Мелани, профессором городского колледжа Сакраменто. Продолжает писать поэмы, эссе и художественные произведения.

## Статистика

### Статистика в НБА
| Сезон                                                                                    | Команда              | Регулярный сезон | Регулярный сезон | Регулярный сезон | Регулярный сезон | Регулярный сезон | Регулярный сезон | Регулярный сезон | Регулярный сезон | Регулярный сезон | Регулярный сезон | Регулярный сезон | Серия плей-офф | Серия плей-офф | Серия плей-офф | Серия плей-офф | Серия плей-офф | Серия плей-офф | Серия плей-офф | Серия плей-офф | Серия плей-офф | Серия плей-офф | Серия плей-офф |
| Сезон                                                                                    | Команда              | GP               | GS               | MPG              | FG%              | 3P%              | FT%              | RPG              | APG              | SPG              | BPG              | PPG              | GP             | GS             | MPG            | FG%            | 3P%            | FT%            | RPG            | APG            | SPG            | BPG            | PPG            |
| ---------------------------------------------------------------------------------------- | -------------------- | ---------------- | ---------------- | ---------------- | ---------------- | ---------------- | ---------------- | ---------------- | ---------------- | ---------------- | ---------------- | ---------------- | -------------- | -------------- | -------------- | -------------- | -------------- | -------------- | -------------- | -------------- | -------------- | -------------- | -------------- |
| 1961/62                                                                                  | Филадельфия Уорриорз | 80               |                  | 31,4             | 40,4             |                  | 82,4             | 9,1              | 1,8              |                  |                  | 12,1             | 12             |                | 42,3           | 39,7           |                | 86,3           | 11,5           | 2,7            |                |                | 20,1           |
| 1962/63                                                                                  | Сан-Франциско        | 64               |                  | 35,1             | 42,5             |                  | 72,8             | 9,8              | 1,6              |                  |                  | 16,0             | Не участвовал  | Не участвовал  | Не участвовал  | Не участвовал  | Не участвовал  | Не участвовал  | Не участвовал  | Не участвовал  | Не участвовал  | Не участвовал  | Не участвовал  |
| 1963/64                                                                                  | Сан-Франциско        | 80               |                  | 30,3             | 45,8             |                  | 70,2             | 7,7              | 1,9              |                  |                  | 13,5             | 12             |                | 33,8           | 44,2           |                | 77,8           | 7,3            | 1,8            |                |                | 16,8           |
| 1964/65                                                                                  | Сан-Франциско        | 79               |                  | 30,5             | 39,4             |                  | 75,1             | 8,3              | 1,3              |                  |                  | 12,7             | Не участвовал  | Не участвовал  | Не участвовал  | Не участвовал  | Не участвовал  | Не участвовал  | Не участвовал  | Не участвовал  | Не участвовал  | Не участвовал  | Не участвовал  |
| 1965/66                                                                                  | Сан-Франциско        | 80               |                  | 29,8             | 44,8             |                  | 76,5             | 9,0              | 1,0              |                  |                  | 12,8             | Не участвовал  | Не участвовал  | Не участвовал  | Не участвовал  | Не участвовал  | Не участвовал  | Не участвовал  | Не участвовал  | Не участвовал  | Не участвовал  | Не участвовал  |
| 1966/67                                                                                  | Сан-Франциско        | 72               |                  | 25,6             | 41,5             |                  | 71,7             | 7,6              | 1,3              |                  |                  | 10,6             | 15             |                | 27,2           | 45,1           |                | 76,1           | 7,9            | 1,7            |                |                | 12,9           |
| 1967/68                                                                                  | Сиэтл                | 82               |                  | 34,8             | 46,9             |                  | 70,7             | 10,2             | 2,4              |                  |                  | 14,5             | Не участвовал  | Не участвовал  | Не участвовал  | Не участвовал  | Не участвовал  | Не участвовал  | Не участвовал  | Не участвовал  | Не участвовал  | Не участвовал  | Не участвовал  |
| 1968/69                                                                                  | Сиэтл                | 82               |                  | 32,6             | 45,3             |                  | 73,6             | 10,0             | 2,4              |                  |                  | 14,0             | Не участвовал  | Не участвовал  | Не участвовал  | Не участвовал  | Не участвовал  | Не участвовал  | Не участвовал  | Не участвовал  | Не участвовал  | Не участвовал  | Не участвовал  |
| 1969/70                                                                                  | Сиэтл                | 80               |                  | 28,7             | 48,2             |                  | 79,0             | 8,3              | 2,0              |                  |                  | 12,3             | Не участвовал  | Не участвовал  | Не участвовал  | Не участвовал  | Не участвовал  | Не участвовал  | Не участвовал  | Не участвовал  | Не участвовал  | Не участвовал  | Не участвовал  |
| 1970/71                                                                                  | Сиэтл                | 79               |                  | 23,1             | 46,3             |                  | 75,0             | 6,1              | 1,4              |                  |                  | 9,3              | Не участвовал  | Не участвовал  | Не участвовал  | Не участвовал  | Не участвовал  | Не участвовал  | Не участвовал  | Не участвовал  | Не участвовал  | Не участвовал  | Не участвовал  |
|                                                                                          | Всего                | 778              |                  | 30,2             | 44,1             |                  | 74,5             | 8,6              | 1,7              |                  |                  | 12,7             | 39             |                | 33,9           | 42,8           |                | 80,9           | 8,8            | 2,0            |                |                | 16,3           |
| Наведите курсор мыши на аббревиатуры в заголовке таблицы, чтобы прочесть их расшифровку. |                      |                  |                  |                  |                  |                  |                  |                  |                  |                  |                  |                  |                |                |                |                |                |                |                |                |                |                |                |